# Ancylolomia irrorata
Ancylolomia irrorata là một loài bướm đêm trong họ Crambidae.